# Municipio de Dzitás
Dzitás es uno de los 106 municipios que constituyen el estado mexicano de Yucatán. Se encuentra localizado en el centro-norte del estado. Cuenta con una extensión territorial de 456,03 km². Según el II Conteo de Población y Vivienda de 2005, el municipio tiene 3.443 habitantes, de los cuales 1.753 son hombres y 1.690 son mujeres.

## Toponimia
El nombre se traduce de la maya como plátano, por derivarse de las voces ts'iit que es un clasificador numeral para cosas alargadas y ja'as, plátano. La partícula ts'iit no tiene significado cuando esta sola y junto a otro término. En el caso, por ejemplo, de junts'iit ja'as, significaría un plátano porque jun es uno y en medio va el clasificador ts'iit y luego ja'as.

## Descripción geográfica

### Ubicación
Dzitás se localiza en el centro-norte del estado entre las coordenadas geográficas 20° 45' y 20° 55' latitud norte y los meridianos 88° 27'y 88° 38' longitud oeste; a una altitud promedio de 20 metros sobre el nivel del mar.
El municipio colinda al norte con Cenotillo y Espita, al sur con el municipio de Tinum, al este con Espita y al oeste con los municipios de Tunkás y Quintana Roo.

### Orografía e hidrografía
El municipio tiene una orografía plana, clasificada como llanura de barrera; sus suelos son generalmente rocosos o cementados. El municipio pertenece a la región hidrológica Yucatán Norte. Sus recursos hidrológicos son proporcionados principalmente por corrientes subterráneas; las cuales son muy comunes en el estado.

### Clima
Su principal clima es el cálido subhúmedo; con lluvias en verano y sin cambio térmico invernal bien definido. La temperatura media anual es de 25,2°C, la máxima se registra en el mes de mayo y la mínima se registra en enero. El régimen de lluvias se registra entre los meses de mayo y julio, contando con una precipitación media de 156,8 milímetros.

## Cultura

### Fiestas
Fiestas civiles
- Aniversario de la Independencia de México: 16 de septiembre.
- Aniversario de la Revolución Mexicana: El 20 de noviembre.

Fiestas religiosas
- Semana Santa: Jueves y Viernes Santo.
- Día de la Santa Cruz: 3 de mayo.
- Fiesta en honor de la Virgen de Guadalupe: 12 de diciembre.
- Día de Muertos: 2 de noviembre.
- Fiesta en honor a Santa Inés: del 16 al 22 de enero.

## Gobierno
Su forma de gobierno es democrática y depende del gobierno estatal y federal; se realizan elecciones cada 3 años, en donde se elige al presidente municipal y su gabinete.
El municipio cuenta con 10 localidades, las cuales dependen directamente de la cabecera del municipio, las más importantes son: Dzitás (cabecera municipal), Xocempich y Yaxché.